# ニック・ディアス
ニック・ディアス（Nick Diaz、1983年8月2日 - ）は、アメリカ合衆国の男性総合格闘家。カリフォルニア州ストックトン出身。シーザー・グレイシー柔術アカデミー所属。元Strikeforce世界ウェルター級王者。元WEC世界ウェルター級王者。
スペイン語で悪魔を意味する「ディアブロ」の異名を持つ。トラブルメーカーとして知られ、アメリカでは絶大な人気を誇る。脇を大きく開いた独特の構えから繰り出す、出所の分かりにくいパンチで試合を組み立て、寝技では基本に忠実なガードワークからの攻めを得意とする。素行の悪さを揶揄して「暴力柔術」「悪童」とも呼ばれる。
総合格闘家のネイト・ディアスは実弟。

## 来歴
全米で最も危険な都市の一つであるストックトンの貧困な家庭に生まれ、幼い頃に空手、合気道、レスリングを経験。高校生の時は水泳をやっていた。16歳の時に、ブルガリア人のサンボ世界王者ヴァレーリ・イグナトフの下でサンボのトレーニングを始め、同じ頃にPRIDEで戦うヘンゾ・グレイシーを見て総合格闘技を始めた。
小学生の頃から処方薬を常用する落ち着きのない子供で、クラスで暴れると、そのことをクラスメートにからかわれた。中学生の頃には喧嘩をしすぎたために、中学を卒業できなかったと語っている。高校でも周囲と馴染めず喧嘩が原因で中退している。

### 総合格闘技
2001年、18歳でプロ総合格闘技デビュー。
2002年7月2日、クリス・ライトルと対戦し、判定勝ちを収めIFC米国ウェルター級王座を獲得した。
2002年12月4日、修斗で弘中邦佳と対戦し、判定負け。
2003年3月27日、WECで行われた初代WEC世界ウェルター級王座決定戦でジョー・ハーリーと対戦し、チキンウィングアームロックで一本勝ちを収め王座獲得に成功した。
2004年4月2日、UFC 47で後にUFC世界ウェルター級王者となるロビー・ローラーと対戦し、右フックで2RKO勝ち。
2006年2月4日、UFC 57でのジョー・リッグスとの対戦においては試合前から舌戦を繰り広げ、公開計量でも睨み合い・罵り合いを止めないためダナ・ホワイトに引き剥がされるほどであった。試合はディアスが判定で敗れたが、試合後、治療と検査を兼ねた病院内で両者が乱闘を繰り広げ、警察が駆けつける騒ぎとなった。
2006年8月26日、UFC 62でジョシュ・ニアーと対戦し、チキンウィングアームロックで一本勝ち。サブミッション・オブ・ザ・ナイトを受賞した。
2007年2月24日、PRIDE初出場となったPRIDE.33でPRIDEライト級王者五味隆典と対戦。1R中盤に右フックでダウンを奪われるものの、それ以降はほぼ一方的に五味を殴り続け、2Rにフットチョークで一本勝ち。しかし、試合後の薬物検査でマリファナの陽性反応が検出されたため、ネバダ州アスレチック・コミッションの裁定により、4月10日付けで試合結果が無効試合とされ、6か月間の出場停止処分が科せられた。
2007年5月8日、シーザー・グレイシーからブラジリアン柔術黒帯を授与される。
2007年11月10日、EliteXC: RenegadeのEliteXC世界ライト級（73kg）王座決定戦でKJ・ヌーンズと対戦し、1R終了時に左瞼カットによるドクターストップでTKO負けを喫し王座獲得に失敗した。
2008年5月11日、DREAM初出場となったDREAM.3のウェルター級チャンピオンシップ代表者決定戦で井上克也と対戦し、パンチ連打で井上を攻め続けて、タオル投入による1RTKO勝ち。なお、従来のDREAMウェルター級リミットの76kgではなく、契約体重77kgで試合が行なわれた。
2008年6月14日、EliteXC: Return of the Kingでムーシン・コーブリーと対戦し、3RTKO勝ち。この試合はディアスが契約体重から約4kgの体重超過をしたため、キャッチウェイトでの試合となった。
さらに、同大会で試合を行ったKJ・ヌーンズの試合後のマイクアピールに乱入し乱闘騒ぎとなった。

### Strikeforce
2009年4月11日、Strikeforce初出場となったStrikeforce: Shamrock vs. Diazでフランク・シャムロックと179ポンド契約で対戦し、2Rに右ボディブローでTKO勝ちを収めた。

#### Strikeforce世界王座獲得
2010年1月30日、Strikeforce: Miamiの初代Strikeforce世界ウェルター級王座決定戦でDREAMウェルター級王者マリウス・ザロムスキーと対戦。1R中盤に左フックでダウンを奪われるものの、すぐに巻き返して1R終盤に右ショートフックでTKO勝ちを収め、王座獲得に成功した。
2010年4月17日、Strikeforce: Nashvilleでダン・ヘンダーソンと対戦したチームメイトのジェイク・シールズのセコンドを務め、試合後シールズが勝利者インタビューを受けている最中にジェイソン・"メイヘム"・ミラーがケージに入りシールズとの対戦を要求しようとした際にメイヘムに襲い掛かり乱闘騒ぎを起こした。
2010年5月29日、ケージ開催となったDREAM.14のメインイベントで桜井"マッハ"速人と対戦し、開始直後にテイクダウンを奪い、腕ひしぎ十字固めで1R一本勝ち。
2010年10月9日、Strikeforce: Diaz vs. Noons 2のStrikeforce世界ウェルター級タイトルマッチで挑戦者のKJ・ヌーンズと対戦し、判定勝ちを収め王座の初防衛に成功すると共に、3年ぶりの再戦でリベンジを果たした。
2011年1月29日、Strikeforce: Diaz vs. Cyborgで行なわれたStrikeforce世界ウェルター級タイトルマッチで挑戦者のエヴァンゲリスタ・サイボーグと対戦し、腕ひしぎ十字固めで2R一本勝ちを収め2度目の王座防衛に成功した。
2011年4月9日、Strikeforce: Diaz vs. Daleyで行なわれたStrikeforce世界ウェルター級タイトルマッチで挑戦者のポール・デイリーと対戦し、開始直後にパンチでダウンを奪われるものの、直後にスタンドパンチ連打で1RTKO勝ちを収め、3度目の王座防衛に成功した。

### UFC復帰
2011年10月29日、UFC 137でUFC世界ウェルター級王者ジョルジュ・サンピエールへの挑戦が決まっていたが、9月7日の記者会見を無断欠席したため、挑戦権を剥奪され、BJ・ペンと対戦することに変更された。
2011年10月29日、UFC 137で約5年ぶりにUFCへ復帰し、元UFC二階級制覇王者のBJ・ペンと対戦。ペンの顔を殴り続け3-0の判定勝ち。ファイト・オブ・ザ・ナイトを受賞し、試合後のインタビューでは観戦席にいたジョルジュ・サンピエールに「ジョルジュは俺を怖がっているんじゃないのか!?」と挑発した。
2012年2月4日、UFC 143でUFC世界ウェルター級王者ジョルジュ・サンピエールに挑戦することが決定していたが、サンピエールが前十字靱帯を損傷して欠場したため、UFC世界ウェルター級暫定王座決定戦でカーロス・コンディットと対戦。プレッシャーをかけパンチで前に出るも、常に距離を取って下がりながら戦うコンディットを捉えることが出来ず、0-3の5R判定負けを喫し王座獲得に失敗した。その後、ネバダ州アスレチック・コミッションは薬物検査でディアスからマリファナの陽性反応が出た事を発表。
2012年5月21日、ネバダ州アスレチック・コミッションはディアスに1年間の出場停止とファイトマネーの30％の罰金を科した。
2012年5月12日、World Jiu-Jitsu Expoで柔術家ブラウリオ・エスティマとグラップリングマッチを行う予定であったが、当日ディアスが会場に現れなかったため無効試合となった。ディアスはこの試合のファイトマネー全額を小児病院に寄付する予定であった。
2013年3月16日、約1年ぶりの復帰戦となったUFC 158のUFC世界ウェルター級タイトルマッチで王者ジョルジュ・サンピエールに挑戦するも、試合をコントロールされ続けて0-3の5R判定負け。王座獲得に失敗した。
2013年5月、新団体「WAR MMA」を主催する事を発表。
2015年1月31日、1年10か月ぶりの復帰戦となったUFC 183でミドル級ランキング1位の元UFC世界ミドル級王者アンデウソン・シウバとミドル級契約で対戦し、試合中に自らオクタゴンに寝そべるなど挑発を繰り返したものの、0-3の5R判定負け。試合後、薬物検査でマリファナの陽性反応が検出された事が発表され、相手のシウバも薬物検査で失格したため、試合結果がノーコンテストに変更された。
2015年9月14日、ネバダ州アスレチックコミッションの聴聞会にて、5年間の出場停止とファイトマネーの33%にあたる16万5000ドルの罰金という極めて重い処分が科される事が決定した。しかし、試合当日に3回採取された尿サンプルの内、2つは世界アンチ・ドーピング機関（WADA）基準に従ったWADAの認証する研究所で検査が行われ陰性だったのにも拘らず、陽性だった残りの1つのみがWADAが認証しない研究所で検査が行われていたことで、ディアスの弁護士は、WADA基準で行われた2の検査が陰性だった以上、WADA基準でない研究所が行った検査は「まったくの異常値であり、科学的な信頼性に欠けていて、あまりに不可解。それにもかかわらずコミッションは恣意的に、WADA基準で行われた2度の陰性の検査結果を無視して、ディアス氏に懲罰を下そうとしているのです」と抗告、さらに、ホワイトハウスの請願サイトに、ディアスの処分撤回を求める署名が11万人以上集まるなどしたことで、ネバダ州アスレチックコミッションは出場停止期間を1年6ヶ月間に大幅に短縮、罰金を10万ドルに減額した。
2018年4月9日、米国アンチドーピング機関（USADA）に自身の居場所を3回にわたって報告しなかったとして、1年間の出場停止処分を受けた。
2021年9月25日、約6年8カ月ぶりの復帰戦となったUFC 266でロビー・ローラーと約17年5カ月ぶりに再戦。終始激しい打ち合いを繰り広げたものの、3Rに試合を棄権しTKO負け。

## 人物・エピソード
- プロ総合格闘技デビュー前に、当時付き合っていたガールフレンドを交通事故による自殺で亡くしており、ディアスはガールフレンドの墓に毎日駆け寄り「生前に彼女が望んでいた理想のファイターになる」と約束したという[26]。
- 以前からマリファナ吸引を公言し、ADHD治療のために医者から医療用マリファナを処方されている[27]。
- 2007年のKJ・ヌーンズとの試合が自身の瞼のカットでストップしてしまった事をきっかけに、出血し難いように眉内の瘢痕組織を除去する整形手術を行った[28]。
- 元ボクシング世界王者のルイシト・エスピノサがディアス兄弟のボクシングトレーナーに一時期ついていた。
- 日本の漫画『進撃の巨人』の単行本第5巻の表紙に描かれている巨人は、ディアスがモデルとされており、同漫画には「ナック・ティアス」という「ニック・ディアス」の名前に類似したキャラクターも登場している。
- 弟のネイトと共にローダイでブラジリアン柔術の道場を開いている。
- ベジタリアンである。

## 犯罪・トラブル
2014年9月6日、カリフォルニア州ローダイで飲酒運転及び免停状態での運転により、逮捕される。さらに、留置所のトイレで警察官の制止を振り切り、嘔吐を試みた事によって、証拠隠滅、公務執行妨害の罪状が追加された。その後は保釈金25000ドルを支払い、保釈された。また、2013年11月にも飲酒運転、スピード違反により逮捕されており、出廷命令が出されるも、それをすっぽかしていた事が明らかとなった。
2018年5月24日に家庭内暴行容疑で逮捕されるも、ディアスから暴行を受けたと主張する女性の証言に曖昧な点が多数あったため、2018年8月30日に大陪審はディアスを不起訴とすることを決定し、訴えを棄却した。

## 戦績

### 総合格闘技
| 総合格闘技 戦績 | 総合格闘技 戦績 | 総合格闘技 戦績 | 総合格闘技 戦績 | 総合格闘技 戦績 | 総合格闘技 戦績 | 総合格闘技 戦績 |
| --------------- | --------------- | --------------- | --------------- | --------------- | --------------- | --------------- |
| 38 試合         | (T)KO           | 一本            | 判定            | その他          | 引き分け        | 無効試合        |
| 26 勝           | 13              | 8               | 5               | 0               | 0               | 2               |
| 10 敗           | 3               | 0               | 7               | 0               | 0               | 2               |

| 勝敗 | 対戦相手                     | 試合結果                               | 大会名                                                                                  | 開催年月日     |
| ×    | ロビー・ローラー             | 3R 0:44 TKO（棄権）                    | UFC 266: Volkanovski vs. Ortega                                                         | 2021年9月25日  |
| －   | アンデウソン・シウバ         | 無効試合（薬物検査失格）               | UFC 183: Silva vs. Diaz                                                                 | 2015年1月31日  |
| ×    | ジョルジュ・サンピエール     | 5分5R終了 判定0-3                      | UFC 158: St-Pierre vs. Diaz 【UFC世界ウェルター級タイトルマッチ】                       | 2013年3月16日  |
| ×    | カーロス・コンディット       | 5分5R終了 判定0-3                      | UFC 143: Diaz vs. Condit 【UFC世界ウェルター級暫定王座決定戦】                          | 2012年2月4日   |
| ○    | BJ・ペン                     | 5分3R終了 判定3-0                      | UFC 137: Penn vs. Diaz                                                                  | 2011年10月29日 |
| ○    | ポール・デイリー             | 1R 4:57 TKO（パウンド）                | Strikeforce: Diaz vs. Daley 【Strikeforce世界ウェルター級タイトルマッチ】               | 2011年4月9日   |
| ○    | エヴァンゲリスタ・サイボーグ | 2R 4:50 腕ひしぎ十字固め               | Strikeforce: Diaz vs. Cyborg 【Strikeforce世界ウェルター級タイトルマッチ】              | 2011年1月29日  |
| ○    | KJ・ヌーンズ                 | 5分5R終了 判定3-0                      | Strikeforce: Diaz vs. Noons 2 【Strikeforce世界ウェルター級タイトルマッチ】             | 2010年10月9日  |
| ○    | 桜井"マッハ"速人             | 1R 3:54 腕ひしぎ十字固め               | DREAM.14                                                                                | 2010年5月29日  |
| ○    | マリウス・ザロムスキー       | 1R 4:38 TKO（右フック）                | Strikeforce: Miami 【Strikeforce世界ウェルター級王座決定戦】                            | 2010年1月30日  |
| ○    | スコット・スミス             | 3R 1:41 チョークスリーパー             | Strikeforce: Lawler vs. Shields                                                         | 2009年6月6日   |
| ○    | フランク・シャムロック       | 2R 3:57 TKO（右ボディブロー→パウンド） | Strikeforce: Shamrock vs. Diaz                                                          | 2009年4月11日  |
| ○    | トーマス・デニー             | 2R 0:30 TKO（パウンド）                | EliteXC: Unfinished Business                                                            | 2008年7月26日  |
| ○    | ムーシン・コーブリー         | 3R 3:59 TKO（パウンド）                | EliteXC: Return of the King                                                             | 2008年6月14日  |
| ○    | 井上克也                     | 1R 6:45 TKO（タオル投入）              | DREAM.3 ライト級グランプリ2008 2nd ROUND 【ウェルター級チャンピオンシップ代表者決定戦】 | 2008年5月11日  |
| ×    | KJ・ヌーンズ                 | 1R終了時 TKO（ドクターストップ）       | EliteXC: Renegade 【EliteXC世界ライト級王座決定戦】                                     | 2007年11月10日 |
| ○    | マイク・アイナ               | 5分3R終了 判定2-1                      | EliteXC: Uprising                                                                       | 2007年9月15日  |
| －   | 五味隆典                     | 無効試合（薬物検査失格）               | PRIDE.33 "THE SECOND COMING"                                                            | 2007年2月24日  |
| ○    | グレイゾン・チバウ           | 2R 2:27 TKO（パウンド）                | UFC 65: Bad Intentions                                                                  | 2006年11月18日 |
| ○    | ジョシュ・ニアー             | 3R 1:42 チキンウィングアームロック     | UFC 62: Liddell vs. Sobral                                                              | 2006年8月26日  |
| ○    | レイ・スタインバイス         | 5分3R終了 判定3-0                      | ICFO 1: Stockton                                                                        | 2006年5月13日  |
| ×    | ショーン・シャーク           | 5分3R終了 判定0-3                      | UFC 59: Reality Check                                                                   | 2006年4月15日  |
| ×    | ジョー・リッグス             | 5分3R終了 判定0-3                      | UFC 57: Liddell vs. Couture 3                                                           | 2006年2月4日   |
| ×    | ディエゴ・サンチェス         | 5分3R終了 判定0-3                      | The Ultimate Fighter 2 Finale                                                           | 2005年11月5日  |
| ○    | 大石幸史                     | 1R 1:24 KO（パウンド）                 | UFC 53: Heavy Hitters                                                                   | 2005年6月4日   |
| ○    | ドリュー・フィケット         | 1R 4:40 TKO（マウントパンチ）          | UFC 51: Super Saturday                                                                  | 2005年2月5日   |
| ×    | カロ・パリジャン             | 5分3R終了 判定1-2                      | UFC 49: Unfinished Business                                                             | 2004年8月21日  |
| ○    | ロビー・ローラー             | 2R 1:31 KO（右フック）                 | UFC 47: It's On                                                                         | 2004年4月2日   |
| ○    | ジェレミー・ジャクソン       | 3R 2:04 腕ひしぎ十字固め               | UFC 44: Undisputed                                                                      | 2003年9月26日  |
| ○    | ジェレミー・ジャクソン       | 1R 4:17 TKO（マウントパンチ）          | IFC Warriors Challenge 18: Big Valley Brawl 【IFC米大陸ウェルター級タイトルマッチ】     | 2003年7月19日  |
| ○    | ジョー・ハーリー             | 1R 1:55 チキンウィングアームロック     | WEC 6: Return of a Legend 【WEC世界ウェルター級王座決定戦】                             | 2003年3月27日  |
| ×    | 弘中邦佳                     | 5分3R終了 判定1-2                      | 修斗                                                                                    | 2002年12月14日 |
| ○    | ハリス・サリエント           | 2R 1:47 TKO（タオル投入）              | Warriors Quest 8: Young Guns                                                            | 2002年10月24日 |
| ×    | ジェレミー・ジャクソン       | 1R 0:49 TKO（パンチ連打）              | Ultimate Athlete 4: King of the Mountain 【決勝】                                       | 2002年9月28日  |
| ○    | アダム・リン                 | 1R 2:51 腕ひしぎ十字固め               | Ultimate Athlete 4: King of the Mountain 【準決勝】                                     | 2002年9月28日  |
| ○    | ブレイン・タイラー           | 2R TKO（パンチ連打）                   | Ultimate Athlete 4: King of the Mountain 【1回戦】                                      | 2002年9月28日  |
| ○    | クリス・ライトル             | 5分3R終了 判定3-0                      | IFC Warriors Challenge 17                                                               | 2002年7月12日  |
| ○    | マイク・ウィック             | 1R 3:43 三角絞め                       | IFC Warriors Challenge 15                                                               | 2001年8月31日  |

### プロボクシング
- 1戦1勝

## 獲得タイトル
- IFC全米ウェルター級王座（2003年）
- 初代WEC世界ウェルター級王座（2003年）
- IFC米大陸ウェルター級王座（2003年）
- ISKA MMA米大陸ウェルター級王座（2003年）
- パンアメリカン柔術選手権 茶帯ミドル級 優勝（2005年）
- 初代Strikeforce世界ウェルター級王座（2010年）

## 表彰
- UFC ファイト・オブ・ザ・ナイト（1回）
- UFC サブミッション・オブ・ザ・ナイト（1回）
- SHERDOG ラウンド・オブ・ザ・イヤー（2011年）